# 玉城インターチェンジ

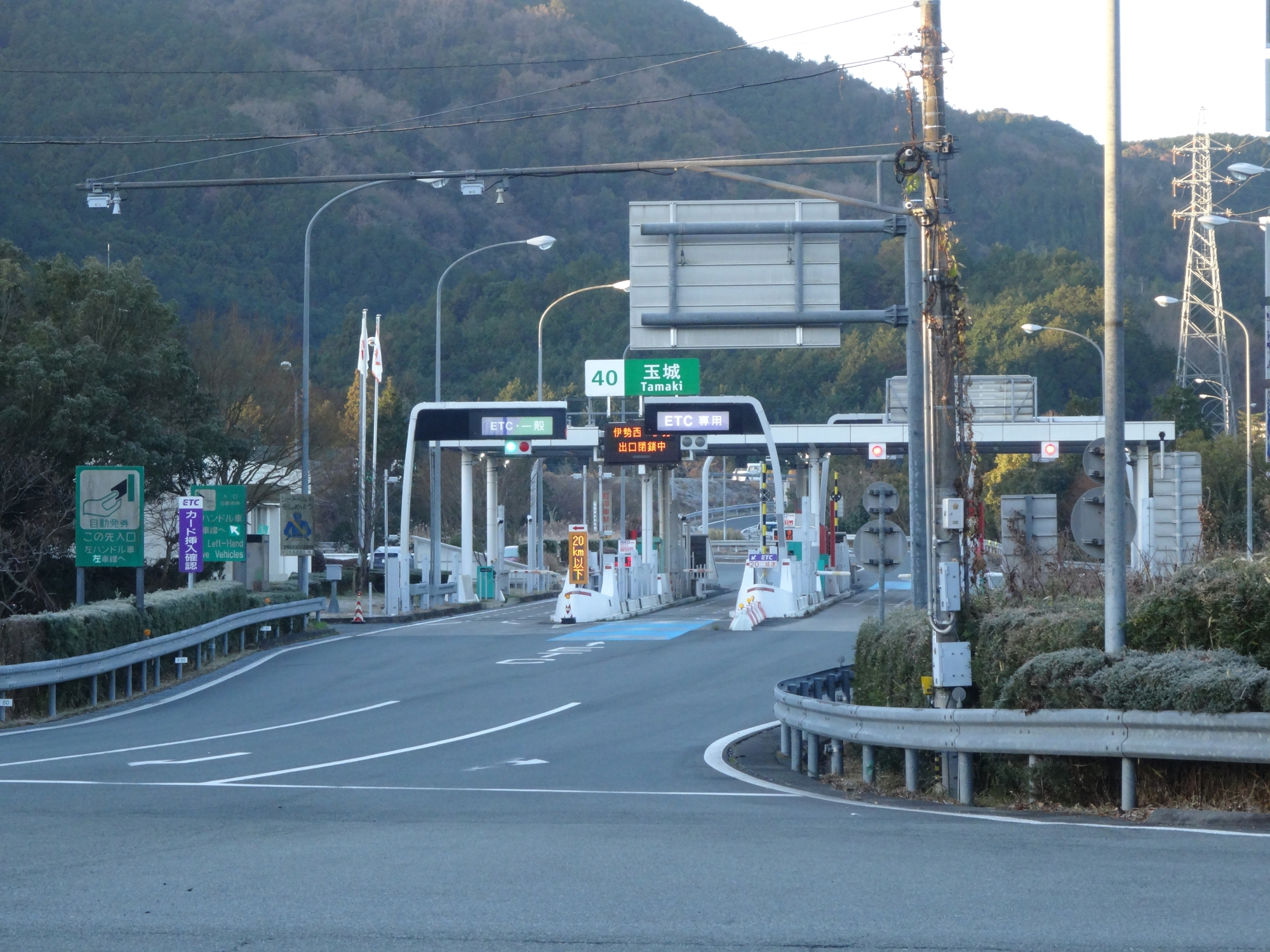
玉城インターチェンジ

玉城インターチェンジ（たまきインターチェンジ）は、三重県度会郡玉城町にある伊勢自動車道のインターチェンジである。

## 道路
- E23 伊勢自動車道（40番）

直接接続
- 三重県道65号度会玉城線

間接接続
- 三重県道169号玉城南勢線

## 歴史
- 1993年（平成5年）3月29日 - 勢和多気IC-伊勢IC間開通により供用開始（当時暫定2車線）。

## 料金所
- ブース数：4

### 入口
- ブース数：2
  - ETC専用：1
  - ETC/一般：1

### 出口
- ブース数：2
  - ETC専用：1
  - 一般：1

## 周辺
- 玉城町役場
- JR参宮線 田丸駅
- 田丸城
- 三重県立特別支援学校玉城わかば学園
- 狭田国生神社
- 鴨神社
- 鴨下神社
- 田乃家神社・田乃家御前神社
- 津布良神社
- 小社神社
- 朽羅神社

## 隣
E23 伊勢自動車道
(39-1) 勢和多気JCT - (39-2) 多気ヴィソンスマートIC - 多気PA - (40) 玉城IC - 伊勢TB - (41) 伊勢西IC